# ここのつの友情
『ここのつの友情』（ここのつのゆうじょう）は、竹宮惠子による日本の漫画。1967年に『COM』の新人賞に投稿され、佳作に入賞した。1971年には竹宮自身によってリメイクされ『週刊少女コミック』に掲載された。日本人とアメリカ人のミックスで、金髪と青い目を持つ9歳の少年であるジョージを主人公とし、彼が直面する人種差別と、ある日出会った熱血な青年である郎との友情が描かれる。

## あらすじ
『ここのつの友情』は白人のアメリカ人と日本人とのミックスであるジョージを主人公とする。ジョージは日本人であるにも関わらず、金髪と青い目という外見から周囲から日本人だと見なされず、強いコンプレックスと疎外感を抱いていた。ある日、ジョージは熱血な青年である郎と出会う。郎は不器用ながらも根気強くジョージの心を開こうとする。ある日、郎が熱を出して寝込んだ。ジョージは郎のために勇気を出して八百屋に水蜜桃を買いに行く。八百屋の店主は金髪のジョージを見て「外人」と怯えるが、店主の妻は、ジョージは日本人であると言い、店主の非礼を詫びる。これによってジョージはコンプレックスを克服し、郎とジョージの2人の友情は確かなものとなる。

## 背景
1966年11月に虫プロ商事から新たな漫画雑誌である『COM』が創刊された。当時高校2年生だった竹宮は同級生から『COM』の創刊を知った。『COM』では「ぐら・こん」という読者投稿コーナーが設けられており、優秀な作品は「月例新人入選作」として全ページが掲載され、このほか、複数の佳作が数ページ掲載されていた。竹宮は『COM』へ投稿することを決めた。

## 制作
竹宮は佳作以上の獲得を目指し、『COM』に掲載された作品の傾向を調べた。その結果、『COM』ではメッセージ性が強いものが好まれると考えた。「ぐら・こん」では「絵」と「ストーリー」にそれぞれ点数が付けられており、さらに「絵」は、キャラクター、構図、絵に、「ストーリー」はテーマ、ストーリー、コマはこびに細分化されていた。当時の竹宮は絵で良い点数を取るのは難しいと考え、ストーリーで点を取ろうと考えた。
竹宮の自伝である『扉はひらくいくたびも』によると、幼少期のころ竹宮の家の近くにアメリカ軍の関係者の家族が住んでおり、金髪で青い目をした男の子がいたという。竹宮は、ジョージというキャラクターが誕生したのはこの時の影響かもしれないと語っている。また、『ここのつの友情」というタイトルはジョージが9歳であったことに由来する。竹宮は学校生活の時間を割き、1か月ほどかけて全24ページの『ここのつの友情』を完成させ、「ぐら・こん」に投稿した。

### 『COM』への投稿
『ここのつの友情』は「絵」がキャラクター60点、構図50点、絵55点の合計165点、「ストーリー」がテーマ70点、ストーリー75点、コマはこび65点の合計210点を獲得し、佳作に選ばれて『COM』1967年7月号に3ページ分が掲載された。『COM』において『ここのつの友情』は以下のような講評を受けた。

### リメイク
『ここのつの友情』は竹宮によってリメイクされ、1971年に発売された『週刊少女コミック』第30号に掲載された。竹宮は、『COM』に投稿したものは絵が下手で、構図もおかしく、傘ひとつとっても立体感がなかったとしており、そういった点を修正したかったと述べている。リメイク版では絵に限らず冒頭も改変されている。1967年版では郎が雨の中を歩いている所から始まるが、リメイク版では帽子を深く被ったジョージが現れ、その場にいない郎のモノローグが重ねられている。リメイクを制作した時期の竹宮は全体を捉えて構成を作るのではなく、とにかく描き進めるという方法を取っていた。そのため制作中、物語の終盤でページが足りなくなり、下書きまで書いたページが割愛された。

### 単行本
リメイク版の『ここのつの友情』は1977年1月にフラワーコミックスから単行本が刊行された。この単行本には後日談である『ジョージの日曜日』が掲載された。また、1979年1月にはプチコミックスから文庫版が刊行された。2015年3月にはeBookJapan Plusから電子書籍として発売され、巻末には「クロッキーノート」として『ここのつの友情』のラフや構想が掲載された。

## 評価
『ここのつの友情』では人種差別がテーマとされている。ジョージは日本人であるにもかかわらず「外人」と呼ばれ心を閉ざしていた。また、ジョージが自らの金髪を墨汁で塗りたくり、それに対して郎が怒りをぶつける場面が描かれている。西原 (2014)は、竹宮の作品では社会の中で弱い立場に置かれる者が描かれることが多く、『ここのつの友情』もそのひとつであるとしている。
中川右介は、『ここのつの友情』は17歳の少女が描いたという意味では「少女漫画」であるが、少年同士の友情が描かれるという点で「少年漫画」でもあるとし、竹宮はこの作品によって若い少女でも少年漫画を描くことが出来ると証明したとしている。また、この作品が掲載されたのは男女の垣根がない『COM』だからこそ可能であったとしている。
石田 (2008)は、本作の主要キャラクターであるジョージと郎が、竹宮が後に発表する『風と木の詩』の主人公であるジルベールとセルジュの原型とするのは言い過ぎかもしれないとしつつ、竹宮が少年愛に取り組んでいた1971年にこの作品がリメイクされたことから、本作を少年愛作品と関連付けることが出来るとしている。ただし、竹宮は『ここのつの友情』で描かれているのはあくまで友情であるとしている。

## 書誌情報
- 竹宮恵子『ここのつの友情』小学館〈フラワーコミックス〉、1977年1月5日発行[16]
- 竹宮恵子『ここのつの友情』小学館〈プチコミックス〉、1979年1月15日発行[17]、ISBN 4-09178-207-8